# Alexandro Bernabei
Alexandro Ezequiel Bernabei (Cañada de Gómez, 24 settembre 2000) è un calciatore argentino di origini italiane, difensore dell'Internacional.

## Caratteristiche tecniche
È un terzino sinistro che può giocare anche in posizione più avanzata, in possesso di una buona tecnica individuale accompagnata da un buon dribbling, si dimostra un buon assist-man e un discreto finalizzatore, pecca nei duelli aerei per il fisico piuttosto esile.

## Carriera
Cresciuto nel settore giovanile del Lanús, ha esordito in prima squadra il 20 ottobre 2019 disputando l'incontro di Primera División vinto 4-2 contro il Talleres (C), match in cui è anche andato a segno dopo soli sei minuti di gioco.
Il 29 giugno 2022 firma un contratto quinquennale con il Celtic.

## Statistiche
Statistiche aggiornate al 24 maggio 2023.

### Presenze e reti nei club
| Stagione        | Squadra         | Campionato      | Campionato | Campionato | Coppe nazionali | Coppe nazionali | Coppe nazionali | Coppe continentali | Coppe continentali | Coppe continentali | Altre coppe | Altre coppe | Altre coppe | Totale | Totale | Totale |
| Stagione        | Squadra         | Comp            | Pres       | Reti       | Comp            | Pres            | Reti            | Comp               | Pres               | Reti               | Comp        | Pres        | Reti        | Pres   | Reti   |        |
| --------------- | --------------- | --------------- | ---------- | ---------- | --------------- | --------------- | --------------- | ------------------ | ------------------ | ------------------ | ----------- | ----------- | ----------- | ------ | ------ | ------ |
| 2018-2019       | Lanús           | PD              | 0          | 0          | CA              | 2               | 0               |                    | -                  | -                  |             | -           | -           | 2      | 0      |        |
| 2019-2020       | Lanús           | PD              | 13         | 1          | CA+CdL          | 1+1             | 0               | CS                 | 10                 | 1                  | CM          | 5           | 0           | 30     | 2      |        |
| 2021            | Lanús           | PD              | 24         | 0          | CdL             | 11              | 1               | CS                 | 5                  | 0                  |             | -           | -           | 40     | 1      |        |
| gen.-lug. 2022  | Lanús           | PD              | 1          | 0          | CA+CdL          | 1+8             | 0               | CS                 | 6                  | 2                  |             | -           | -           | 16     | 2      |        |
| Totale Lanús    | Totale Lanús    | Totale Lanús    | 38         | 1          |                 | 24              | 1               |                    | 21                 | 3                  |             | 5           | 0           | 88     | 5      |        |
| 2022-2023       | Celtic          | SP              | 15         | 1          | CS+CdL          | 1+2             | 0               | UCL                | 1                  | 0                  | -           | -           | -           | 19     | 1      |        |
| 2023-gen. 2024  | Celtic          | SP              | 8          | 0          | CS+CdL          | 1+0             | 0               | UCL                | 0                  | 0                  | -           | -           | -           | 9      | 0      |        |
| Totale Celtic   | Totale Celtic   | Totale Celtic   | 23         | 1          |                 | 4               | 0               |                    | 1                  | 0                  |             | -           | -           | 28     | 1      |        |
| 2024            | Internacional   | PD/RS+A         | 0+0        | 0+0        | CB              | 0               | 0               | CS                 | 1                  | 0                  | -           | -           | -           | 1      | 0      |        |
| Totale carriera | Totale carriera | Totale carriera | 61         | 2          |                 | 28              | 1               |                    | 23                 | 3                  |             | 5           | 0           | 117    | 6      |        |

## Palmarès

### Club

#### Competizioni nazionali
- Coppa di Lega scozzese: 1

Celtic: 2022-2023
- Campionato scozzese: 1

Celtic: 2022-2023
- Coppa di Scozia: 1

Celtic: 2022-2023

#### Competizioni statali
- Campionato Gaúcho: 1

Internacional: 2025